# シワコアトル

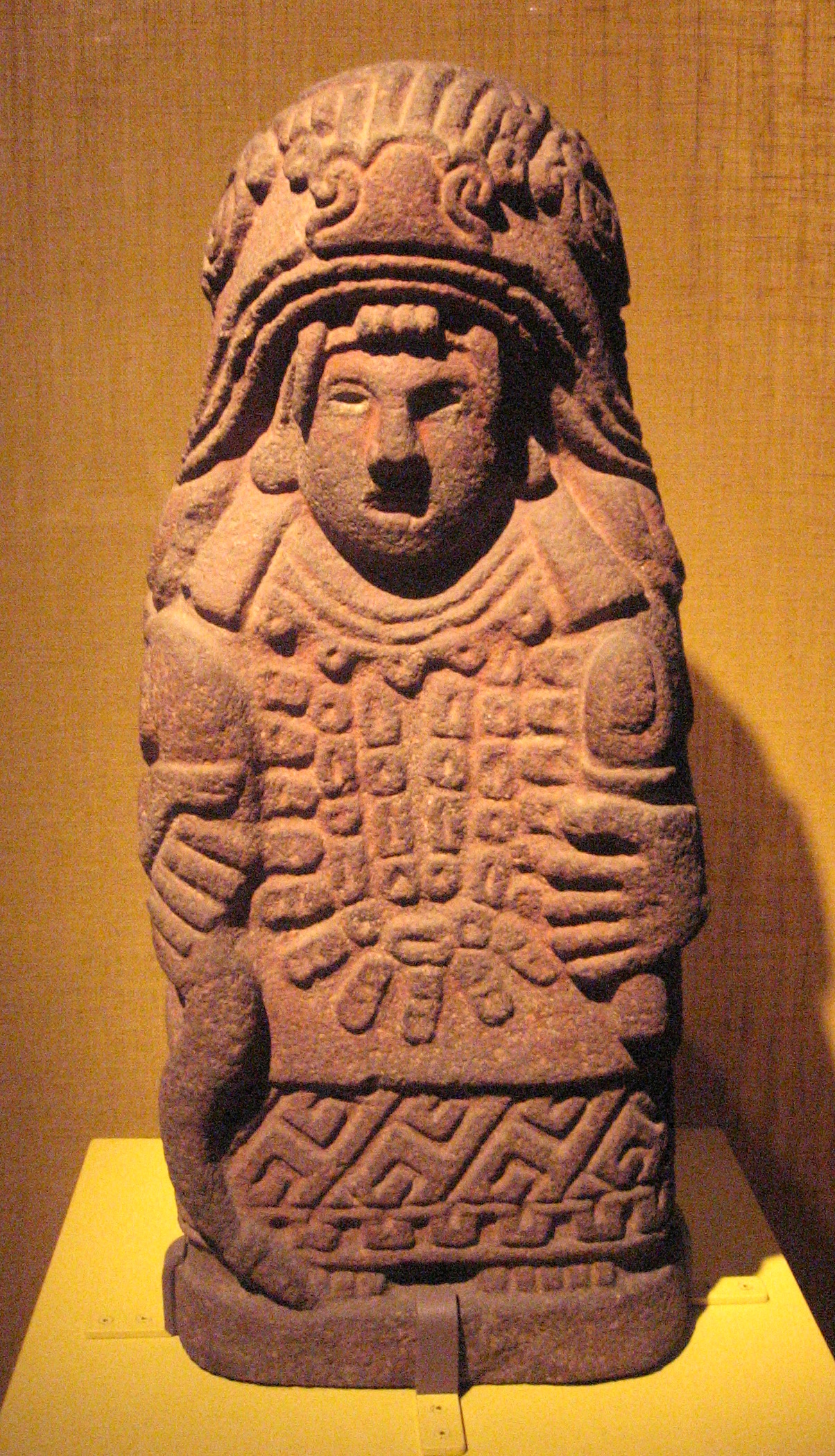
シワコアトル

シワコアトル（Cihuacoatl）は、アステカ神話に登場する女神で出産にも関係する地母神である。名前の意味は「蛇の女」。
コアトリクエと同一の神とされることがありその場合は美しい女性として描かれる。しかしシワテテオの守り神とされる時は醜い姿で描かれる。

## 概要
シワコアトルは多くの異なる側面がある。強力な戦士であり、また農業の守護神でもあった。女性の出産をも司っていた。テノチティトランを含む多くの都市は彼女を主要な守護女神とした。さらに死の前兆として夜中に泣きながら現れることもあった。スペイン人によってテノチティトランが滅ぼされる前、彼女は2回にわたって警告したと伝えられる。
シワコアトルは人類の創造神話にも登場する。ケツァルコアトルが過去に滅ぼされた人類の骨を地下のミクトランから持ち帰ると、シワコアトルがメタテで挽いて粉にし、ケツァルコアトルらの血をそれに注ぐことで現在の人類が誕生したとされる。

## アステカの宰相としてのシワコアトル
アステカの中心都市テノチティトランではその君主（トラトアニ）のほかにシワコアトルという職があった。シワコアトルはトラトアニに準ずる役職で、宰相ないし副王にあたる。
最初のシワコアトルはイツコアトルのときに立てられ、イツコアトルの甥のトラカエレルがその職についた。シワコアトルはテノチティトランの意思決定の上で大きな役割を果たし、アスカポツァルコを滅ぼして独立を達成するために役だった。
トラトアニが主にテノチティトランの外で戦争や外交によってアステカの領地を拡大したのに対し、トラカエレルはテノチティトランの中にあって内政や軍事の相談役となり、トラトアニの留守をあずかり、帰還するトラトアニを歓迎したりする仕事を行った。トラカエレルは祭儀においては女神シワコアトルの服を身につけた。
トラカエレルは長命であり、次のモクテスマ1世、アシャヤカトル、ティソクの時代にも引き続いてシワコアトルをつとめた。ティソクの死後、トラカエレルをトラトアニに選ぼうとしたが、トラカエレル自分はすでに王の権力を持っているとしてこれを拒絶し、かわりにアウィツォトルをトラトアニに立てたと伝えられる。
トラカエレルの没後、その子のトリルポトンキ（トリルポトンカツィン）が後をついでシワコアトルに就任した。トリルポトンキの娘のツィワクショチツィンはモクテスマ2世の妻となり、2人の娘を生んだ。
スペイン人がやってきたときのシワコアトルであるトラコツィンはトラカエレルの孫で、最後のトラトアニのクアウテモクとともにエルナン・コルテスのホンジュラス遠征に同行させられた。1525年にクアウテモクが謀反の疑いで殺された後、彼の後をついでトラトアニに立てられたが、遠征からテノチティトランに戻る前に死亡した。